# 克劳斯·恩西卡特
克劳斯·恩西卡特（德語：Klaus Ensikat，1937年1月16日—），德国平面设计师，儿童插画家，1996年国际安徒生插画家奖得主。

## 生平
1937年出生于柏林，童年在第二次世界大战中度过。1954年至1958年在柏林上舍内魏德区应用艺术学院学习设计，1965年开始成为自由艺术家。后来走向了儿童绘本创作生涯。由于不可磨灭的战争记忆，他的插画在一种日耳曼式的冷静、缜密的线条和略带夸张的手法下，展现出幽默感。他还偏爱将手绘字、缩写字母和藤蔓图案等装饰元素注入画作。

## 中文译本
- 沃尔夫冈·科恩（文）; 克劳斯·恩西卡特（图）. . 由霍晶晶翻译. 江西人民出版社. 2018年3月. ISBN 9787210099543.
- 沃尔夫冈·科恩（文）; 克劳斯·恩西卡特（图）. . 由黄霄翎翻译. 新星出版社. 2016年7月. ISBN 9787513321761.